# Selle Italia–Magniarredo–Vetta
Selle Italia–Magniarredo–Vetta oder Selle Italia–Eurocar–Mosoca–Galli war ein italienisches Radsportteam, das von 1990 bis 1991 bestand. Das Team ist nicht zu verwechseln mit den beiden Teams Selle Italia-W52 und Selle Italia-Chinol.

## Geschichte
Das Team wurde 1990 von Domenico Cavallo gegründet. Neben dem Etappensieg beim Giro d’Italia konnte auch ein zehnter Platz in der Gesamtwertung erreicht werden. Weitere Platzierungen waren dritte Plätze bei der Ruota d’Oro, beim Gran Premio Industria & Artigianato, beim Giro dell’Appennino, beim Giro di Campania und beim Giro del Trentino sowie fünfte Plätze bei der Coppa Sabatini und bei der Trofeo Laigueglia. 1991 wurden neben den Siegen Platz 2 beim Giro di Calabria und beim Giro di Toscana, Platz 5 beim Giro dell’Appennino, Platz 7 beim Giro d’Italia und bei der Coppa Bernocchi sowie Platz 9 bei der Trofeo Laigueglia erwirkt. Am Ende der Saison 1991 löste sich das Team auf.

## Erfolge
1990
- eine Etappe Giro d’Italia
- Gesamtwertung und eine Etappe Vuelta Ciclista a Venezuela
- Gesamtwertung und zwei Etappen Tour of the Americas
- eine Etappe Kellogg’s Tour
- eine Etappe Giro del Friuli
- eine Etappe Giro di Puglia

1991
- sechs Etappen Vuelta al Táchira
- zwei Etappen Vuelta y Ruta de Mexico
- Gesamtwertung und eine Etappe Giro del Trentino
- Kaistenberg-Rundfahrt
- Giro del Lazio
- Venezolanischer Meister – Straßenrennen

## Bekannte ehemalige Fahrer
- Andrea Tafi (1990–1991)
- Daniel Wyder (1990–1991)
- Roberto Caruso (1991)